# 노이에 취르허 차이퉁

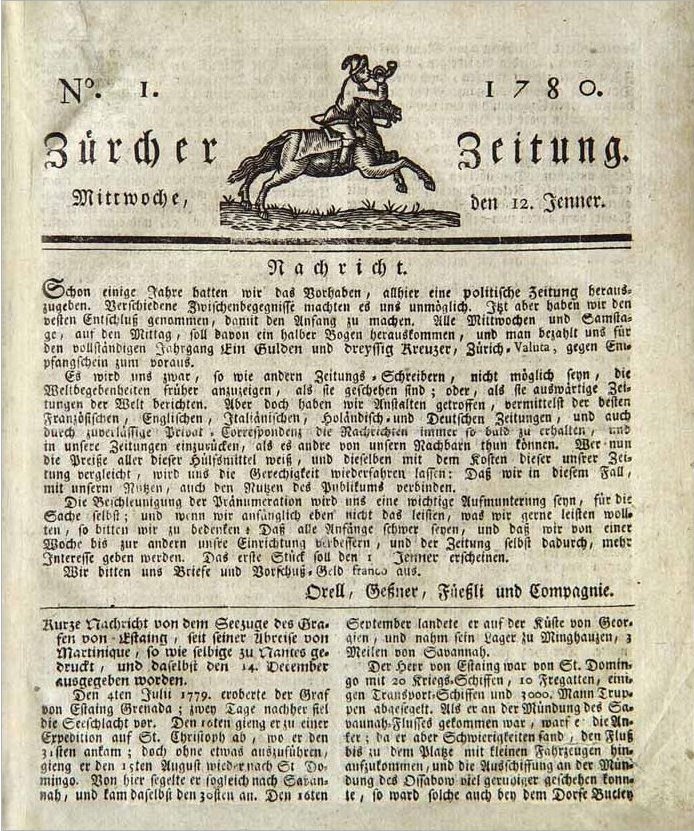

노이에 취르허 차이퉁(Neue Zürcher Zeitung, NZZ)은 스위스 취리히에 본사를 둔 독일어 일간지 신문으로, 그 이름은 "새 취리히 뉴스"라는 의미이다. 1780년 잘로몬 게스너(Salomon Gessner)에 의해 Zürcher Zeitung라는 이름으로 창간되고 1821년 현재의 이름으로 개칭한 후 그대로 이어져오고 있다. 발행수는 약 30만 부로, 스위스의 대표적인 신문사 중 하나로 잘 알려져 있다.